# Homodes
Homodes là một chi bướm đêm thuộc họ Erebidae.

## Các loài
- Homodes bracteigutta Walker, 1862
- Homodes crocea Guenée, 1852
- Homodes iomolybda Meyrick, 1889